# Bartolomé Campamar Perelló
Bartolomé Campamar Perelló, músico, conocido también como Bartolomé Perelló o Bartomeu Campamar i Perelló, aunque a veces aparece con la grafía "Campomar", fue un violinista, director y compositor mallorquín del siglo XIX.
Nació en Palma en 6 de agosto de 1837. Se dio a conocer en el mundo musical cuando tocaba el violín en la orquesta del Círculo Mallorquín. Ingreso en el Ejército el 18 de febrero de 1875 como músico mayor, estuvo destinado en el Batallón de Reserva de Mallorca, el Regimiento de Infantería de Almansa, el Regimiento de Infantería de Filipinas y en Regimiento de Infantería Regional de Baleares, siendo retirado en 1897. Compatibilizó su actividad de músico militar con la de compositor, director de orquesta, comerciante de instrumentos y partituras musicales, profesor de música en la academia de violín y de canto que abrió en el establecimiento de instrumentos (pianos y armoniums) y partituras musicales que fundó en Palma, la Casa Perelló. Dirigió la orquesta del Teatro Circo Balear. Fue empresario en el Teatro Balear. Fue profesor de violín y otros instrumentos en el Conservatorio Balear.
Falleció el 26 de marzo de 1917 (Defunciones, Libro 107, folio 17 vuelto, asiento 17 Registro Civil de Palma).

## Obras
Es autor de valses, pasodobles y mazurcas. Algunos de los títulos son No me olvides (1877), Ecos del alma (marcha fúnebre), Pasodoble real, La palmesana, Federico, Brillante, Eduarda, Filipinas, Las amapolas, Cuba, El nuevo guerrero, Las Bribonas Cuplets y tientos, El estreno de los tambores, El taurino y Plaza torera.